# Evaldo Coutinho
Evaldo Bezerra Coutinho (Recife, 23 de julho de 1911 — 12 de maio de 2007) nasceu e concluiu todos os seus estudos no Recife. Foi um dos fundadores da Escola de Arquitetura e dos cursos de Letras e Filosofia da Universidade Federal de Pernambuco (UFPE).
Diplomou-se aos 22 anos em Ciências Jurídicas e Sociais em 1933, pela Faculdade de Direito da UFPE. No entanto, Coutinho não se entusiasmou com o Direito, a não ser pela disponibilidade de livros na biblioteca do curso, onde leu e encantou-se, em 1932, com a Ética, de Spinoza, sobre quem publicou um ensaio.
Dedicou-se ao estudo da filosofia, direcionado para as artes em geral e, mais especificamente, para a arquitetura. Enquanto desenvolvia a sua visão do universo, no seu sistema filosófico, começou a refletir profundamente sobre a arquitetura, resolvendo escrever uma obra independente.
Dessa forma, ao longo de nove obras, Evaldo Coutinho atravessou campos distintos como o da arquitetura e do cinema: ainda nos anos 20, também escreveu sobre cinema em jornais. Evaldo Coutinho também atuou como crítico de filmes do cinema mudo, primeiramente em 1929, no Jornal do Commercio, e, posteriormente, no Diário Carioca, entre 1946 e 1950.
Desde sua juventude, conviveu com algumas personalidades pernambucanas do início do século. Quando cursou o primário, no colégio Americano Batista, foi contemporâneo de Gilberto Freyre. Além disso, Coutinho estudou o secundário no Ginásio Pernambucano, instituição reconhecida pela qualidade de ensino e por formar alunos talentosos.
Seis anos após sua diplomação, Coutinho ingressa no magistério, em 1938, lecionando Teoria e Filosofia, no Curso de Arquitetura da Universidade Federal de Pernambuco (UFPE), sendo posteriormente diretor. Além disso, lecionou também no Curso de Letras da UFPE até 1981.
Substituiu o amigo Joaquim Cardozo na cadeira de Estética da Escola de Belas Artes em 1938, onde permaneceria até 1971, ano em que se aposentou. Na época de fundação do curso - afirmou Coutinho - não havia ainda arquitetos formados em Pernambuco, logo, era grande a escassez de professores para a área e sendo necessário contar com os que chegavam de outros estados ou do exterior. Nesses primeiros tempos, a escola teve nomes importantes, como o arquiteto italiano Palumbo, que projetou vários edifícios residenciais. Em 1946, pediu licença da Escola de Belas-Artes, convidando Ariano Suassuna a substituí-lo, e foi para o Rio de Janeiro, onde se casou e passou quatro anos. Coutinho volta ao Recife em 1950, reassumindo suas funções de professor e, durante uma reunião da congregação universitária no final da década, defendeu a conversão do curso de arquitetura da Escola de Belas-Artes do Recife em uma faculdade, o que foi aceito. Além de fundador, foi seu primeiro diretor, com apoio unânime dos professores. Dirigiu a faculdade entre 1959 e 1963.
Coutinho recebeu, em 1960, o filósofo francês Jean-Paul Sartre e sua mulher, Simone de Beauvoir, para uma palestra, mediada e traduzida pelo então superintendente da Sudene, Celso Furtado, igualmente homenageado como notável cientista paraibano. Em 1970, foi publicado o seu excelente ensaio crítico O Espaço da Arquitetura, de profundidade poucas vezes encontrada na literatura de arquitetura do Brasil.
Autor de nove livros sobre filosofia, estética da arte, arquitetura e cinema, tendo cunhado uma expressão de sua autoria, “Deus é arquiteto”, que demonstra a relevância da concepção da arquitetura em seu trabalho. O pensamento de Coutinho sempre esteve ligado ao cinema e à arquitetura.
Coutinho foi ainda indicado à Academia Pernambucana de Letras, tendo ocupado a cadeira de número 23, que pertenceu a Gilberto Freyre, a partir de 1986. Faleceu em 12 de maio de 2007.

## Obras
- O ser e estar em nós [est]
- O lugar de todos e os lugares
- A imagem autônoma
- A articidade do ser
- A subordinação ao nosso existir
- A testemunha participante
- O convívio alegórico
- A visão existenciadora
- O espaço da arquitetura